# アメリカ合衆国海軍の原子炉一覧
アメリカ合衆国海軍の原子炉一覧は、アメリカ海軍によって設計、建造、運用されている原子炉の一覧である。

## アメリカ合衆国海軍の原子炉
アメリカ合衆国海軍の原子炉は、アメリカ海軍の艦艇に搭載され、推進・発電および航空母艦上から航空機を射出するカタパルト用の蒸気の生成、およびいくつかの副次的な用途に使用されている。そうした原子炉には完全な発電所としての能力が付随している。1975年以来、すべてのアメリカ海軍の潜水艦および航空母艦は原子力を動力としている。最後の通常動力型空母であるキティホークが2009年5月に退役して以後、アメリカ海軍には通常動力の潜水艦・航空母艦は存在しない。アメリカ海軍は原子力を動力とした巡洋艦を9隻保有していたが、すべて退役している。これらの原子炉は複数の企業によって設計され、ペンシルベニア州ウエストミフリンのベティス原子力研究所、ニューヨーク州ニスユカナのノルズ原子力研究所、ニューヨーク州ウエストミルトンのケッセルリンク・サイト、アイダホ州のアメリカ海軍原子炉施設といった政府（エネルギー省）所有・請負民間業者運営で、海軍原子炉部の管理下にある研究施設で開発及びテストされている。これらの施設はまた、長年にわたって、原子炉運用の資格をもった海軍の要員を訓練するためにも運用されてきた。

## 原子炉の型式
各タイプの原子炉には、英数3文字からなる型式指定が与えられている。型式指定は1桁目から順に、
1. 当該原子炉が組み込まれる艦船のタイプ
2. 設計メーカーにおける設計の世代数
3. 原子炉の設計担当メーカー

をそれぞれ示している:12-13/162。
艦船のタイプ
- A – 航空母艦
- C – 巡洋艦
- D – 駆逐艦
- S – 潜水艦

設計担当メーカー
- B – ベクテル
- C – コンバッション・エンジニアリング
- G – ゼネラル・エレクトリック
- W – ウェスティングハウス・エレクトリック（ウェスチングハウス）

## アメリカ海軍の原子炉一覧
以下にアメリカ海軍の原子力推進艦艇に搭載された原子炉と搭載艦の一覧を示す。
シーウルフ（USS Seawolf, SSN-575）のS2G型炉とその原型炉S1Gがナトリウムを冷却材とする液体金属冷却炉であるのを唯一の例外として、それ以外の原子炉はすべて加圧水型原子炉である。

### 航空母艦
- A1W (原子炉) - アメリカ海軍原子炉施設に設置された、原子力空母「エンタープライズ」（USS Enterprise, CVN-65）用原子炉の原型炉
- A2W (原子炉) - 原子力空母「エンタープライズ」用の実用炉
- A3W (原子炉) - 「ジョン・F・ケネディ」 (USS John F. Kennedy, CV-67) のために設計されたが、同艦が最終的にキティホーク級航空母艦に準じた通常動力型空母として建造されたため、組み込まれることはなかった。
- A4W (原子炉) - ニミッツ級航空母艦用の実用炉
- A1B (原子炉) - ジェラルド・R・フォード級航空母艦用の実用炉

### 巡洋艦
- C1W (原子炉) - 原子力ミサイル巡洋艦「ロングビーチ」用の実用炉

### 駆逐艦
- D1G (原子炉) - ノルズ原子力研究所（英語版）ケッセルリンクサイトに設置された、原子力ミサイル巡洋艦「ベインブリッジ」用の原型炉
- D2G (原子炉) - 以下の各艦は発注・建造時点においては原子力ミサイルフリゲート（DLGN）と位置付けられていた。1975年の艦種分類改訂（英語版）以降は原子力ミサイル巡洋艦 (CGN) に再分類された[4][5][6]
  - 原子力ミサイル巡洋艦「ベインブリッジ」
  - 原子力ミサイル巡洋艦「トラクスタン」
  - カリフォルニア級原子力ミサイル巡洋艦
  - バージニア級原子力ミサイル巡洋艦

### 潜水艦
| 原子炉型式                                          | 設計担当メーカー | 種別                       | 熱出力（MWth） | 軸馬力（shp）                    | 搭載艦・設置場所                                                                                                 | 運用年代・現状                                                                   | 説明 |
| --------------------------------------------------- | ---------------- | -------------------------- | -------------- | -------------------------------- | --- | -------------------------------------------------------------------------------- | --- |
| S1C                                                 | C                | 地上設置原型炉             | 13             | N.A.                             | ウインザーサイト(コネチカット州）                                                                                | 1953-1990,廃止措置完了                                                           | 原子力潜水艦「タリビー」用の原型炉 |
| S1G（SIR<Submarine Intermediate Reactor> Mark A）   | G                | 地上設置原型炉             | 78             | N.A.                             | ノルズ原子力研究所                                                                                               | 1955-                                                                            | 原子力潜水艦「シーウルフ」用の原型炉 |
| S1W（STR〈Submarine Thermal Reactor〉 Mark Ⅰ）      | W                | 地上設置原型炉             | 70             | N.A.                             | 国立原子炉試験所（後のアイダホ国立研究所アメリカ海軍原子炉施設）                                                 | 1953-1989                                                                        | 原子力潜水艦「ノーチラス」用の原型炉 |
| S2C                                                 | C                | 実用炉                     | 13             | 2500                             | 原子力潜水艦「タリビー」                                                                                         | 1959-1988                                                                        | |
| S2G（SIR<Submarine Intermediate Reactor> Mark B）   | G                | 実用炉                     | 78             | 15000                            | 原子力潜水艦「シーウルフ」                                                                                       | 1953-1958                                                                        | 運用成績不良のため、加圧水型炉S2Waに換装 |
| S2W/S2Wa（STR〈Submarine Thermal Reactor〉 Mark Ⅱ） | W                | 実用炉                     | 70             | 13400                            | 原子力潜水艦「ノーチラス」                                                                                       | 1954-1980                                                                        | S2Waは予備用として建造されたが、シーウルフ (SSN-575)のS2G原子炉の運用成績不良により、換装用原子炉として利用された。                                                   |
| S3G                                                 | G                | 地上設置原型炉             | 78             | N.A.                             | ケッセルリンクサイト                                                                                             | 1958-1992,廃止措置済                                                             | 原子力潜水艦「トライトン」用の原型炉。 |
| S3W                                                 | W                | 実用炉                     | 78             | 7300                             | 原子力潜水艦「スケート」「サーゴ」 「ハリバット」                                                                | 1957-1986                                                                        | |
| S4G                                                 | G                | 実用炉                     | 78             | 34000(combined)                  | 原子力潜水艦「トライトン」                                                                                       | 1959-1986                                                                        | |
| S4W                                                 | W                | 実用炉                     | 78             | 7300                             | 原子力潜水艦「ソードフィッシュ」「シードラゴン」                                                                 | 1958-1989                                                                        | |
| S5G                                                 | G                | 実用炉および地上設置原型炉 | 90             | 17,000                           | アメリカ海軍原子炉施設および原子力潜水艦「ナーワル」                                                             | 原型炉：1965-1995（廃止措置中）、実用炉：1969-1999                               | 自然循環式原子炉の原型炉および実用炉 |
| S5W                                                 | W                | 実用炉                     | 78             | 15000                            | 8つの艦級・98隻にわたる米原潜および1隻の英原潜に搭載に搭載された標準型原子炉。90隻以上の原子力潜水艦に搭載された | 1959年（スキップジャック級1番艦）～2023（ダニエル・ウェブスター（MTS-626）退役） | 合計100基近くが建造・展開され、これまでで最も多く使用された海軍用原子炉。1970年代にロサンゼルス級原子力潜水艦が登場するまで、アメリカ海軍の事実上の標準原子炉であった |
| S6G                                                 | G                | 実用炉                     | 150 または 165 | 30000（D1G-2）または33500（D2W） | ロサンゼルス級原子力潜水艦                                                                                       | 運用中                                                                           | |
| S6W                                                 | W                | 実用炉                     | 270            | 52000                            | シーウルフ級原子力潜水艦                                                                                         | 運用中                                                                           | |
| S7G                                                 | G                | 陸上設置原型炉             | －             | N.A.                             | ケッセルリンクサイト                                                                                             | 運用中                                                                           | 1980年代に炉心交換され研究用原子炉#材料試験炉として運用中 |
| S8G (原子炉)                                        | G                | 陸上設置原型炉および実用炉 | 312            | 60000                            | ケッセルリンクサイトおよびオハイオ級原子力潜水艦                                                                 | 運用中                                                                           | |
| S9G (原子炉)                                        | G                | 陸上設置原型炉および実用炉 | 210            | 40000                            | ケッセルリンクサイトおよびバージニア級原子力潜水艦                                                               | 運用中                                                                           | |
| S1B (原子炉)                                        | B                | 陸上設置原型炉および実用炉 | －             | －                               | ノルズ原子力研究所およびコロンビア級原子力潜水艦                                                                 | 運用中／建造中                                                                   | |